# Scheidebach (Lausitzer Neiße)
Der Scheidebach, am Oberlauf Marke ist ein linksseitiger Zufluss der Lausitzer Neiße mit einer Länge von ca. 2,5 km in der Stadt Zittau des ostsächsischen Landkreises Görlitz.

## Beschreibung
Der Bach entspringt als Marke am Steinberg zwischen Oberseifersdorf und Wittgendorf und durchfließt anfänglich mit südöstlicher Richtung die Felder nördlich von Radgendorf. Sein Lauf führt am Fuße der ehemaligen Deponie östlich an Radgendorf vorbei. Am Roten Berg (245,6 m ü. NN) fließt von rechts der Fröschelbach zu.
Unterhalb des Zusammenflusses von Marke und Fröschelbach führt das Gewässer den Namen "Scheidebach".  Der Bach fließt an seinem Unterlauf am Gasthaus "Drausendorfer Krone" unter der Bundesstraße 99 und der Bahnstrecke Zittau–Görlitz hindurch. Südlich von Drausendorf mündet er in die Lausitzer Neiße.
Entlang des Oberlaufs erstreckt sich nördlich von Radgendorf auf 2,4 ha das Flächennaturdenkmal Marke. Westlich der B 99 befindet sich auf 0,5 ha das Flächennaturdenkmal "Wiese am Scheidebach – Herbstzeitlosewiese".